# Sub judice

En droit, sub judice, latin pour « sous un juge », signifie qu'une affaire  est en cours de jugement ou est examinée par un juge ou un tribunal. Dans différents pays, il s'agit d'une règle empêchant de commenter publiquement les affaires judiciaires en cours, notamment les affaires pénales, sous peine d'outrage au tribunal.

## Droit par pays

### Pays de common law en général
Dans les pays de common law (par ex. Angleterre et pays de Galles, Irlande,  Nouvelle-Zélande, Australie, Afrique du Sud, Bangladesh, Inde, Pakistan, Canada, Sri Lanka et Israel), il est généralement considéré comme inapproprié de commenter publiquement sur les affaires sub judice, ce qui peut constituer une infraction en soi, conduisant à l'outrage au tribunal. Cela est particulièrement vrai dans les affaires pénales, où discuter publiquement d'affaires en instance peut constituer une ingérence dans la procédure régulière.

### Droit américain
Aux États-Unis, des craintes relatives à la liberté d'expression existent qui empêchent d'adopter des restrictions aussi strictes sur les commentaires sub judice. Cependant, les règles de conduite professionnelle de l'État régissant les avocats imposent souvent des restrictions aux déclarations extrajudiciaires qu'un avocat peut faire concernant une affaire en cours. En outre, il existe toujours des protections pour les accusés criminels, et les personnes condamnées dans une atmosphère de cirque médiatique ont vu leur condamnation annulée pour atteinte au droit à un procès équitable. Un exemple est la condamnation pour meurtre de Sam Sheppard.

### Droit britannique
Avant 1981, le terme était utilisé à juste titre en droit anglais pour décrire des éléments susceptibles de porter préjudice aux procédures judiciaires par la publication. Le sub judice n'est désormais plus pertinent pour les journalistes en raison de l'introduction de la loi sur l'outrage au tribunal de 1981. En vertu de l'article 2 de la loi, un risque substantiel de préjudice grave ne peut être créé que par un reportage des médias lorsque la procédure est active. Les procédures deviennent actives lorsqu'il y a une arrestation, une accusation orale, la délivrance d'un mandat ou une assignation.

### Droit canadien
À l'Assemblée nationale du Québec, le sub judice est une règle régissant les travaux parlementaires depuis 1972 qui empêche les parlementaires de débattre des affaires pendantes devant les tribunaux.
On ne doit pas confondre la règle du sub judice du droit législatif avec une règle différente relativement au renversement du fardeau de preuve pour les causes pendantes en droit pénal canadien (art. 515 (6) du Code criminel ). Alors qu'en temps normal, le procureur de la Couronne doit justifier la détention continue du prévenu au stade de l'enquête sur remise en liberté, lorsque l'accusé a une cause pendante pour un acte criminel commis précédemment, c'est l'accusé qui doit justifier sa remise en liberté.
On ne doit pas non plus confondre le sub judice du droit législatif avec les règles relatives à la litispendance en procédure civile.